# Marcin Antoni Hrydlicz Bykowski
Marcin Antoni Hrydlicz Bykowski herbu Gryf – wojski czernihowski w latach 1728–1733.
Poseł województwa mińskiego na sejm nadzwyczajny 1733 roku.